# Revermont

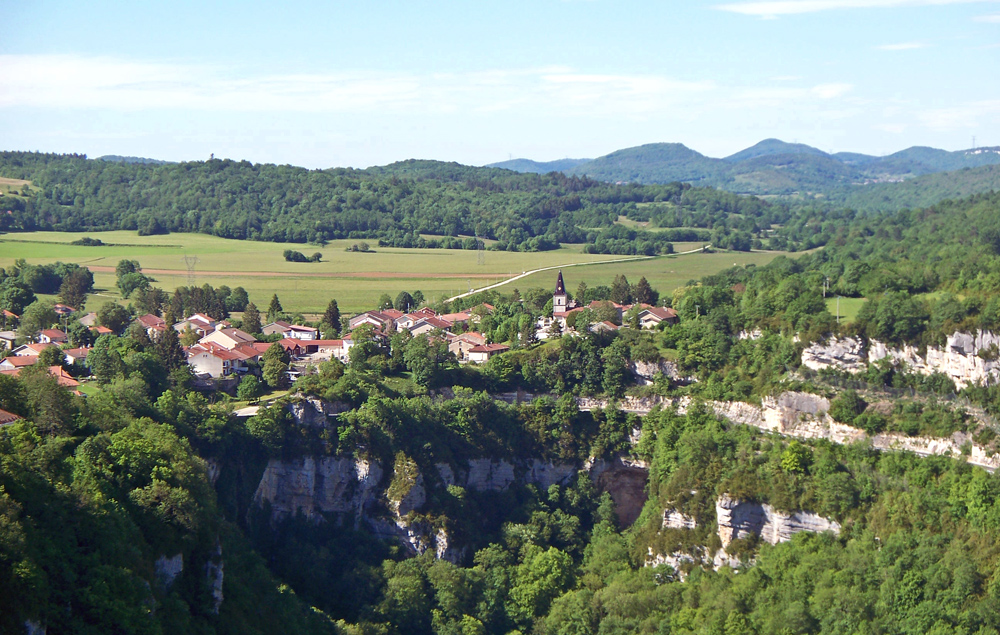
Typisch landschap van de Revermont, hier bij het dorp Corveissiat

Revermont is een natuurlijke regio of région naturelle van Frankrijk gelegen in de departementen Ain, Jura en een klein deel van het departement Saône-et-Loire. Historisch maakte het een deel uit van de oude Franse provincie Bresse.
De Revermont kan geografisch worden gedefinieerd als de eerste uitlopers van het westen van het Jura-massief.
Het is een natuurlijke regio van kalksteenreliëfs ten noorden van de regio Rhône-Alpes en ten zuidwesten van het Jura-massief. Revermont bestaat uit de eerste uitlopers van de Jura, van Lons-le-Saunier in het noorden, tot de rivier de Ain in het oosten en de stad Pont-d'Ain in het zuiden. Het strekt zich uit van west naar oost van de vlakte van Bresse, begrensd door de departementale weg D1083 die Bourg-en-Bresse verbindt met Lons-le-Saunier, of de recentere snelweg A39, richting het Surandal en vervolgens naar het Aindal.  Het is een dunbevolkt gebied, een regio van laag-middelgebergte met typische dorpen waar de wijnbouwtraditie is verdwenen, behalve aan de rand van de Jura richting Lons-le-Saunier en waarvan de activiteit van kalksteengroeven de laatste jaren is afgenomen.
Ooit een land van wijngaarden, blijven veel stenen wijnbouwershuizen in de regio bewaard. Het zuiden met de dorpen Jasseron of Ceyzériat ondergaat de aantrekkingskracht van Bourg-en-Bresse of ondergaat de impact van toerisme zoals in Treffort-Cuisiat gebeurde.